# Palazzo di Giustizia (Benevent)

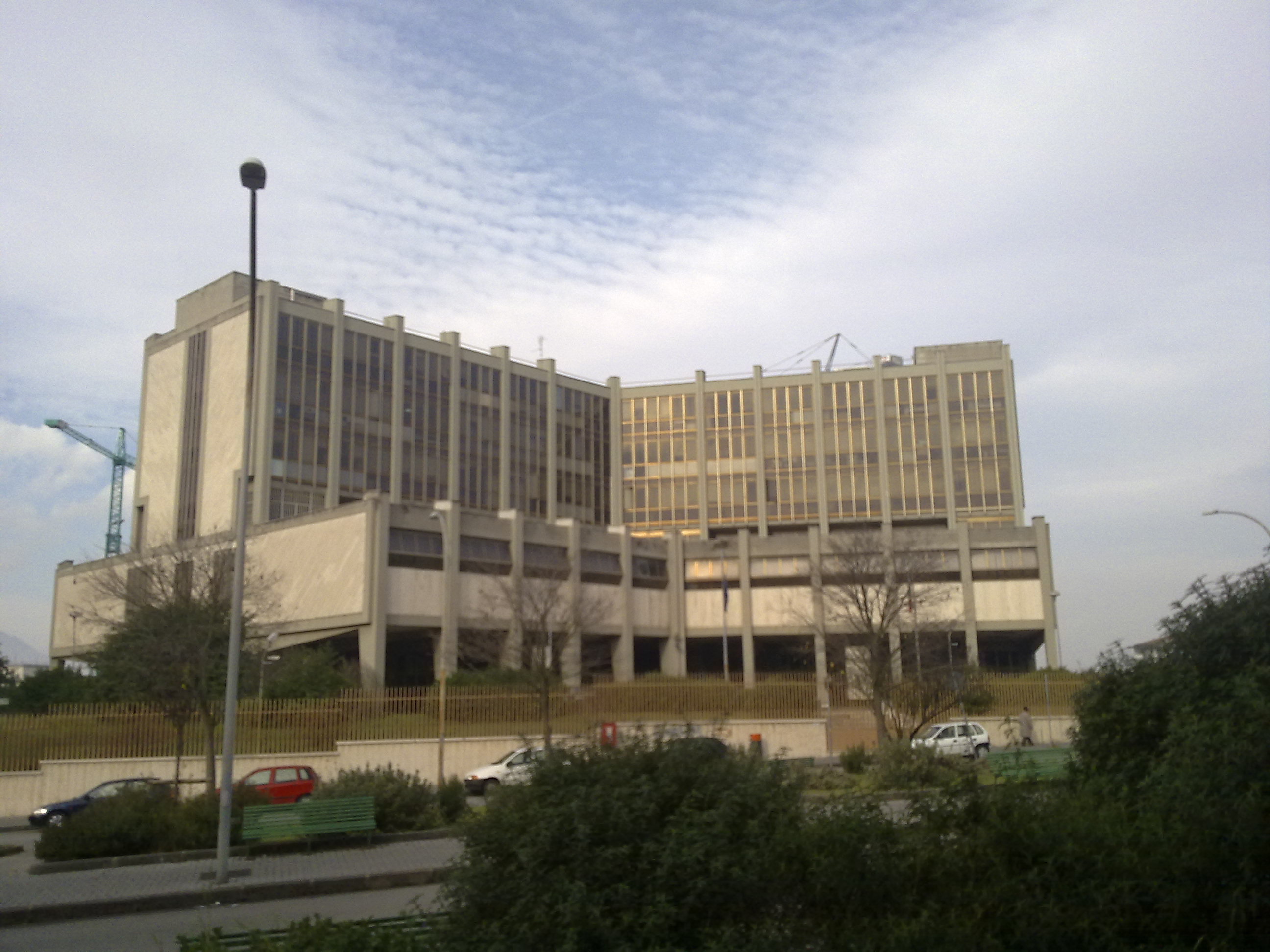
Palazzo di Giustizia in Benevent

Der Palazzo di Giustizia (dt.: Justizpalast) ist ein Palast aus den 1980er-Jahren in Benevent in der italienischen Region Kampanien. Er liegt in der Via Raffaele De Caro.

## Geschichte
Seit ihrer Gründung im Jahre 1865 waren die Justizbehörden von Benevent im ehemaligen Dominikanerkloster an der zentralen Piazza Guerrazzi untergebracht. Nach den Schäden, die das Erdbeben 1980 an dem Gebäude verursacht hatte, wurden die Justizbehörden vorläufig in andere Gebäude verlegt, z. B. in den Palazzo dell’Aquila-Bosco Lucarelli am Corso Giuseppe Garibaldi und in ein Gebäude an der Via Ruffilli.
In der Zwischenzeit wurde die schwierige Geburt eines neuen Justizpalastes eingeleitet, bei der die Stadtverwaltung sich mit dem öffentlichen Ankläger, Giuseppe Faraone über Kreuz geriet; mit dem Projekt wurde der Architekt Leopoldo Principe betraut, wobei Gennaro de Rienzo für die statischen Berechnungen verantwortlich war. Die Dringlichkeit, die das Erdbeben von 1980 geschaffen hatte, führte zu einer Beschleunigung des Baus, der 1982 zu Kosten von 7 Mrd. ITL fertiggestellt wurde. Die offizielle Einweihung fand am 29. Mai 1983 in Gegenwart des Untersekretärs der Justiz, Giuseppe Gargani, des Vizepräsidenten des Obersten Rates für das Gerichtswesen, Giancarlo de Carolis, und des Bürgermeisters, Antonio Pietrantonio, sowie der wichtigsten Vertreter der örtlichen Politik und Justiz, statt.
Mit der Fusion mit den Justizbehörden von Ariano Irpino im Jahre 2013 wurde mehr Platz benötigt und so wurde ein neuer Gebäudeflügel errichtet, der für die Büros der Procura della Repubblica reserviert war, während das Arbeitsgericht in ehemalige Caserma Guidoni am Viale Atlantici verlegt wurde.